# Станю Топалов
Станю Христов Топалов е български инженер, офицер, генерал-майор.

## Биография
Станю Топалов е на 15 ноември 1864 г. в Копривщица. На 23 октомври 1882 постъпва на военна служба. През 1885 г. завършва Военното на Негово Княжеско Височество училище в София и на 30 август 1885 г. е произведен в чин подпоручик. През 1887 г. е произведен в чин поручик, а през 1890 г. в чин капитан. Учи в Генералщабната академия в Италия. Служи като началник-щаб на Силистренския гарнизон. На 18 май 1900 г. е произведен в чин майор, на 27 септември 1904 г. в чин подполковник, а на 15 октомври 1908 г. в чин полковник.
От 1909 г. е началник-щаб на първа пехотна софийска дивизия. На тази позиция е до 1911 г., когато е назначен за началник на инспекционния отдел в канцеларията на Министерството на войната. По време на Балканските войни е началник на канцеларията при Министерството на войната. На 2 август 1915 г. е произведен в чин генерал-майор. През Първата световна война е главен интендант на Главното тилово управление.

## Военни звания
- Подпоручик (30 август 1885)
- Поручик (1887)
- Капитан (1890)
- Майор (18 май 1900)
- Подполковник (27 септември 1904)
- Полковник (15 октомври 1908)
- Генерал-майор (2 август 1915)

## Награди
- Народен орден „За военна заслуга“ IV ст. на обикновена лента и V ст. на обикновена лента;
- Царски орден „Св. Александър“ III ст. с мечове отгоре;
- Орден „За заслуга“ на военна лента;
- Военен орден „За храброст“ III ст., 2 кл.